# Yves Congar
Yves Congar (Sedan, 8 april 1904 - Parijs, 22 juni 1995) was een Frans dominicaan, theoloog en kardinaal van de Katholieke Kerk. Vooral op het Tweede Vaticaans Concilie (1962-1965) had hij een invloedrijke rol. Hij behoorde tot de stroming van de progressieve Nouvelle Théologie.

## Biografie
Yves-Marie-Joseph Congar maakte heel bewust de Eerste Wereldoorlog mee. Uit deze periode is zijn eigenhandig geïllustreerde dagboek bewaard gebleven. Hij trad in bij de Dominicanen en ging theologie studeren. Van 1921 tot 1924 studeerde hij scholastieke filosofie aan het Institut Catholique de Paris, van 1926 tot 1930 aan de dominicaanse hogeschool Le Saulchoir. In 1930 ontving hij de priesterwijding. Vanaf najaar 1932 was hij, nu als docent, verbonden aan de dominicaanse opleiding van Le Saulchoir, opgericht door Ambroise Gardeil, waar ook Marie-Dominique Chenu (1895-1990) doceerde. Hij gaf er college over oosterse theologie en historische dogmatiek. Tevens startte hij in die jaren een uitgavereeks op het gebied van de ecclesiologie, de leer van de ontwikkeling van de visie op de Kerk. Het grootste deel van de Tweede Wereldoorlog bracht hij in krijgsgevangenschap door; hij had aan de oorlog deelgenomen als hospitaalsoldaat.
In 1945 werd hij professor in Parijs, maar al na enkele jaren leidden kerkelijke bezwaren en aanklachten over neo-modernisme tot een lange periode waarin hij praktisch als balling leefde. Hij zette zich voor en na de oorlog sterk in voor de vereniging van de christelijke kerken. Zo was hij een actief deelnemer aan de semaines oecuméniques van het benedictijnerklooster te Chevetogne, en stond hij in nauw contact met Christophe-Jean Dumont, zijn medebroeder en oprichter van het oecumenisch centrum Istina te Parijs. Al vroeg onderhield hij persoonlijke oecumenische contacten, onder andere met de latere anglicaanse aartsbisschop van Canterbury Michael Ramsey. In zijn wetenschappelijk werk hield Congar zich zowel met de Kerk in het heden als in het verleden bezig. Zo droeg hij met zijn Jalons pour une théologie du laïcat (1953) bouwstenen aan voor een nieuwe visie op de rol van leken in de Katholieke Kerk, maar L'ecclésiologie du haut Moyen-Age (1968) betreft het kerkbeeld in de Katholieke Kerk tot de elfde eeuw.
Eind jaren vijftig vond Congar weer genade in kerkelijke ogen. In 1960 werd hij benoemd tot consultor voor de voorbereidende Theologische Commissie voor Vaticanum II, en gedurende het Concilie (1962-1965) speelde hij een invloedrijke rol als peritus. Op verschillende conciliedocumenten heeft hij duidelijk herkenbare invloed uitgeoefend, met name op de ecclesiologische constitutie Lumen Gentium, op de openbaringsconstitutie Dei Verbum en op het decreet over de katholieke oecumene Unitatis Redintegratio. In het postuum uitgegeven dagboek Mon Journal du Concile doet Congar verslag van zijn deelname aan het Tweede Vaticaans Concilie, gedurende hetwelke hij nauw samenwerkte met de Belgische theologen, die hem huisvesting boden in het Belgisch College te Rome. In 1965 richtte hij met andere theologen als Marie-Dominique Chenu, Edward Schillebeeckx, Karl Rahner, Hans Küng en Hans Urs von Balthasar het internationale progressieve theologische tijdschrift Concilium op.
Voor Congar is theologie wezenlijk verbonden met geschiedenis, zoals ook zijn eigen leven niet los te denken valt van de historische ontwikkelingen in de twintigste eeuw. In 1994, een half jaar voor zijn overlijden op 22 juni 1995, op een moment dat Congar reeds ernstig ziek was, werd hij nog tot kardinaal gecreëerd.

## Publicaties (selectie)
- Chrétiens désunis (Parijs 1937)
- Esquisses du mystère de l'Eglise (Parijs 1941)
- Vraie et fausse réforme dans l’Eglise. (Parijs 1950)
- Jalons pour une théologie du laïcat (Parijs 1953)
- The Catholic Church and the race question (Parijs 1953)
- Les voies du Dieu vivant  (Parijs 1962)
- La Tradition et les traditions: I. Essai historique; II. Essai théologique (2 dln., Parijs 1960-1963)
- Sainte Eglise : etudes et approches ecclésiologiques (Parijs 1963)
- Jésus-Christ (Parijs 1965) - vertaald door E.M.A. Huf als Jezus Christus, beeld van de onzichtbare God (Hilversum 1966)
- L'ecclésiologie du haut Moyen-Age (Parijs 1968)
- Un peuple messianique: l'église, sacrament du salut; salut et liberation (Parijs 1975)
- Je crois en l'Esprit Saint (Parijs 1979)
- La parole et le souffle (Parijs 1983)
- De Katholieke Kerk : fascinerend verleden, hoopvolle toekomst, (Hilversum 1984) vert. Fr. Vromen van Église moderne en France (Parijs 1978)
- Le concile de Vatican II: son Eglise, peuple de Dieu et corps du Christ (Parijs 1984)
- Eglise et papauté : regards historiques (Parijs 1987)
- Journal de la guerre, 1914-1918 : l'enfant Yves Congar, Stéphane Audoin-Rouzeau en Dominique Congar (ed.) (Parijs 1997)
- Journal d'un théologien, 1946-1956, Étienne Fouilloux (ed.) (Parijs 2001)
- Mon journal du concile, Eric Mathieu (ed.) (2 dln., Parijs 2002)